# Chodov (ort i Tjeckien, Karlovy Vary, lat 50,07, long 12,86)
Chodov är en ort i Tjeckien.   Den ligger i regionen Karlovy Vary, i den västra delen av landet, 110 km väster om huvudstaden Prag. Chodov ligger 709 meter över havet och antalet invånare är 107.
Terrängen runt Chodov är platt åt sydost, men åt nordväst är den kuperad.Runt Chodov är det ganska glesbefolkat, med 22 invånare per kvadratkilometer. Närmaste större samhälle är Karlovy Vary, 18,2 km norr om Chodov. Omgivningarna runt Chodov är en mosaik av jordbruksmark och naturlig växtlighet.